# Iqboljon Xoldorov

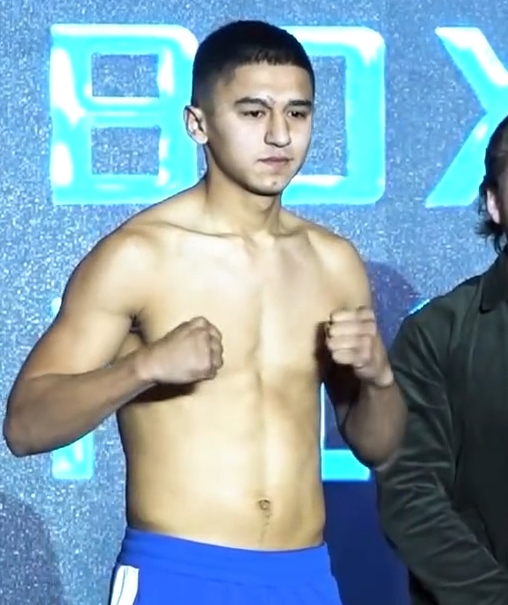
2021

Iqboljon Xoldorov (englisch Ikboljon Kholdarov; * 1997 in Usbekistan) ist ein usbekischer Boxer.

## Karriere
Im Jahre 2017 wurde er in Taschkent Asienmeister, wo er Ashish nach Punkten, Pan Hung-Min durch klassischen Knockout in der 2. Runde und Begdaulet Ibragimov sowie Battarsukh Chinzorig jeweils nach Punkten bezwang.
Damit qualifizierte er sich für die in Hamburg im selben Jahr stattfindenden Weltmeisterschaften. Dort besiegte er in seinem ersten Kampf Jhon Gutierrez aus Kolumbien mit 5:0 Richterstimmen nach Punkten. Im Viertelfinale traf Xoldorov auf den Deutsch-Armenier Artem Harutiunian, der als Top-Favorit galt. Jedoch überraschte der Usbeke und entschied dieses Gefecht mit 3:2 Punktrichterstimmen für sich. Xoldorov war insgesamt aktiver und landete mehr Treffer in diesem Fight; zudem schlug er Harutiunian mit der Schlaghand einmal zu Boden. Im Halbfinale kämpfte Xoldorov gegen den US-Amerikaner Freudis Rojas und siegte klar nach Punkten. Im Finale unterlag er dann gegen Andy Cruz Gómez.
Sein Profidebüt gewann er am 3. April 2021.